# Alexandre de Villedieu
Alexandre de Villedieu, Alexander de Villa Dei, Alexandre de Villadei, Alejandro de Villadei, Alexandre de Dol o Alexander Dolensis (Villedieu-les-Poêles, Normandía, ca. 1175 - ca. 1240) fue un gramático y matemático francés de la época escolástica.
Se supone que perteneció a la orden franciscana, y estudió en la Universidad de París, con Rodolfo e Yson. Entró al servicio del obispo de Dol, donde enseñó (Dol de Bretagne, razón por la cual se le llamó Dolensis); y posteriormente fue profesor en París, donde fue colega de Johannes de Sacrobosco.
Su obra más difundida fue el Doctrinal o Doctrinale Puerorum (1209), un tratado de gramática latina en versos hexámetros que se utilizó en las escuelas de latinidad de toda Europa occidental hasta el Renacimiento.
Fue también autor de un tratado de aritmética, también en verso y muy difundido: Carmen de algorismo, donde describe las operaciones según la nueva numeración de posición decimal. Entre otras obras, escribió también De sphæra, De arte numerandi.